# Gaya (Niger)
Gaya ist eine Stadtgemeinde und der Hauptort des gleichnamigen Departements Gaya in Niger.

## Geographie

### Lage und Gliederung

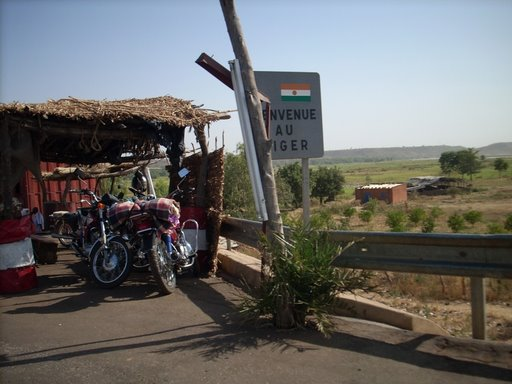
Grenzübergang zwischen Niger und Benin bei Gaya (2007)

Gaya liegt im Südwesten des Landes am Fluss Niger in der Landschaft Dendi in der Sudanregion. Bei der Stadt befindet sich ein Grenzübergang zum Nachbarstaat Benin. Die Nachbargemeinden Gayas in Niger sind Tanda im Nordwesten, Bana im Nordosten, Bengou im Osten und Tounouga im Südosten.
Die Stadtgemeinde ist in 13 Stadtviertel und ein ländliches Gebiet mit neun Dörfern, 39 Weilern und zwei Lagern gegliedert. Die Stadtviertel heißen Bagueizé, Koiratégui II, Koiratégui III, Koussou, Koyzé Kounda, Lawaye, Plateau I, Plateau II, Quartier Bagueyzé, Quartier Peul, Sakabatama, Sakongui und Zongo. Das Stadtzentrum grenzt direkt an den Strom Niger.

### Klima
Der heißeste Monat in Gaya ist der April, der kälteste der Januar. Im Zeitraum 1977 bis 2004 wurden im April monatliche Durchschnittstemperaturen von 27,28 °C bis 40,43 °C gemessen, im Januar von 18,74 °C bis 33,33 °C. Die durchschnittliche jährliche Niederschlagsmenge betrug im Zeitraum 1931 bis 2004 788,19 mm, ein im landesweiten Vergleich sehr hoher Wert. Die Luftfeuchtigkeit schwankt zwischen 20 % im Februar und 80 % im August. Die synoptische Wetterstation im Stadtzentrum liegt auf 202 m Höhe und wurde 1931 in Betrieb genommen.
|                       | Jan  | Feb  | Mär  | Apr  | Mai  | Jun  | Jul  | Aug  | Sep  | Okt  | Nov  | Dez  |   |      |
| Mittl. Tagesmax. (°C) | 32,7 | 36,2 | 39,0 | 40,4 | 38,1 | 35,1 | 32,2 | 31,5 | 32,7 | 35,9 | 36,1 | 33,4 | ⌀ | 35,3 |
| Mittl. Tagesmin. (°C) | 17,9 | 21,1 | 24,3 | 26,2 | 24,9 | 23,3 | 21,6 | 21,2 | 21,3 | 21,5 | 19,7 | 17,8 | ⌀ | 21,7 |
|                       |      |      |      |      |      |      |      |      |      |      |      |      |   |      |
| Niederschlag (mm)     | 0    | 0    | 3    | 17   | 78   | 119  | 148  | 223  | 143  | 19   | 0    | 0    | Σ | 750  |
|                       |      |      |      |      |      |      |      |      |      |      |      |      |   |      |
| Sonnenstunden (h/d)   | 9,0  | 9,0  | 8,0  | 8,2  | 8,9  | 8,4  | 7,4  | 6,8  | 7,8  | 8,6  | 9,4  | 9,0  | ⌀ | 8,4  |
|                       |      |      |      |      |      |      |      |      |      |      |      |      |   |      |
| Regentage (d)         | 0    | 0    | 0    | 2    | 6    | 8    | 11   | 15   | 11   | 2    | 0    | 0    | Σ | 55   |
|                       |      |      |      |      |      |      |      |      |      |      |      |      |   |      |
| Luftfeuchtigkeit (%)  | 24   | 20   | 26   | 38   | 53   | 66   | 77   | 83   | 79   | 60   | 32   | 25   | ⌀ | 48,7 |

| 17,9 |

| 21,1 |

| 24,3 |

| 26,2 |

| 24,9 |

| 23,3 |

| 21,6 |

| 21,2 |

| 21,3 |

| 21,5 |

| 19,7 |

| 17,8 |

| 17,9 |

| 21,1 |

| 24,3 |

| 26,2 |

| 24,9 |

| 23,3 |

| 21,6 |

| 21,2 |

| 21,3 |

| 21,5 |

| 19,7 |

| 17,8 |

### Natur

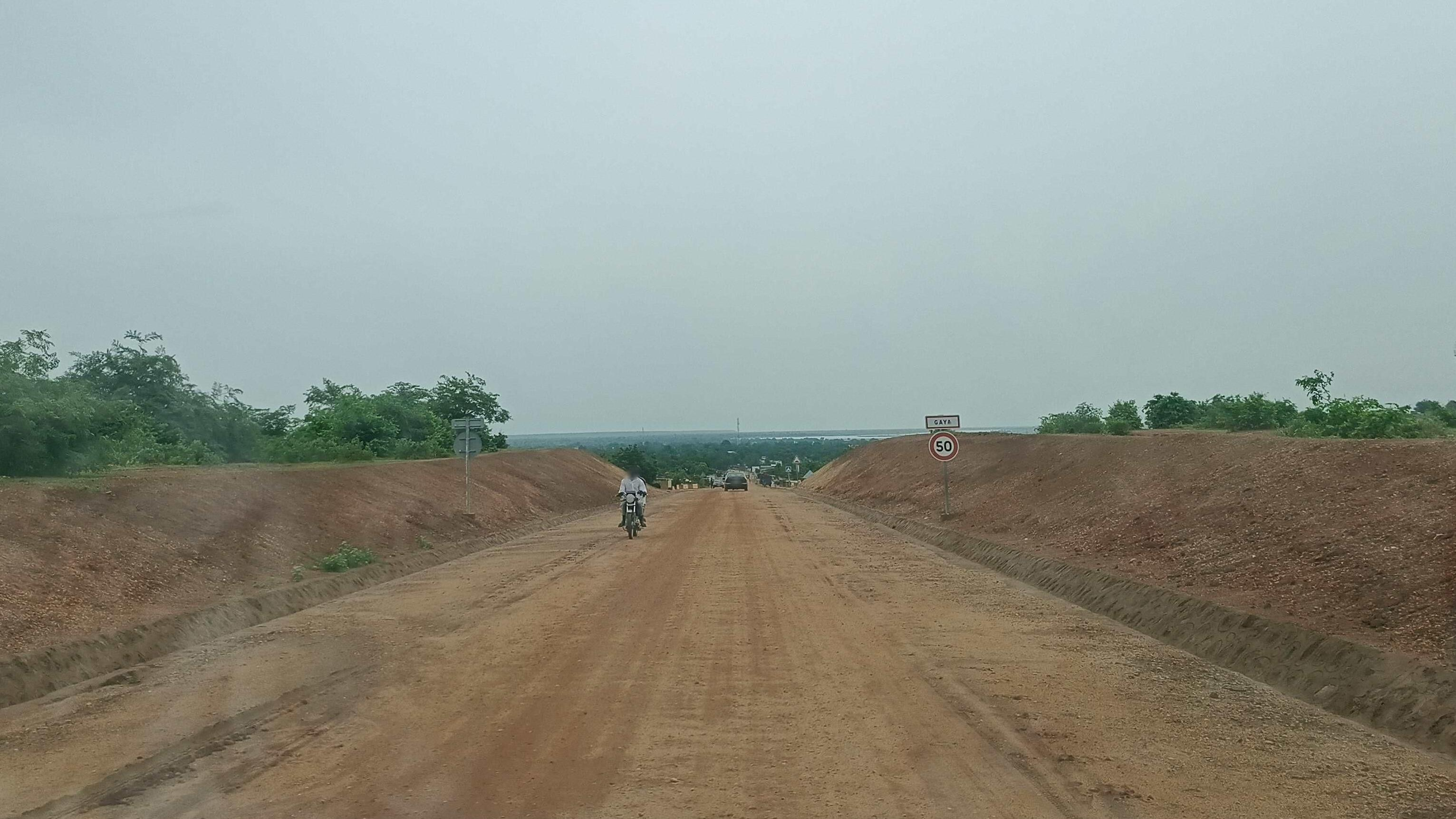
Blick vom Naturschutzgebiet Forêt classée de Goroubassounga auf das Stadtzentrum von Gaya (2023)

Das Stadtzentrum und weitere am Fluss gelegene Teile der Gemeinde gehören zum Feuchtgebiet am mittleren Niger II, das nach der Ramsar-Konvention unter Schutz gestellt wurde. Im Westen des Gemeindegebiets erstreckt sich das 8800 Hektar große Naturschutzgebiet Forêt classée de Goroubassounga, das durch land- und forstwirtschaftliche Aktivitäten sowie durch informelle Siedlungen bedroht ist. Im Tigerbusch gedeihen Flügelsamengewächse wie Combretum micranthum, Combretum nigricans und Guiera senegalensis. Entlang des Flusses gibt es dichte Bestände von Akazien, Äthiopischen Palmyrapalmen und Doumpalmen.

## Geschichte
Gaya war schon vor der Besetzung durch die Europäer ein wichtiges überregionales Handelszentrum. Der Überlieferung nach ließ sich Anfang des 19. Jahrhunderts ein aus dem Norden stammender Songhai namens Alfa in Gaya nieder. Alfa hatte drei Brüder, die sich in Brigambou, Gawèye und Karey Kopto ansiedelten. Die Brüder und ihre Nachfahren kontrollierten damit wichtige strategische Punkte an einem langen Abschnitt des Flusses. Ende des 19. Jahrhunderts lebten die Stadtbewohner in ständiger Angst vor Überfällen der Tukulor.

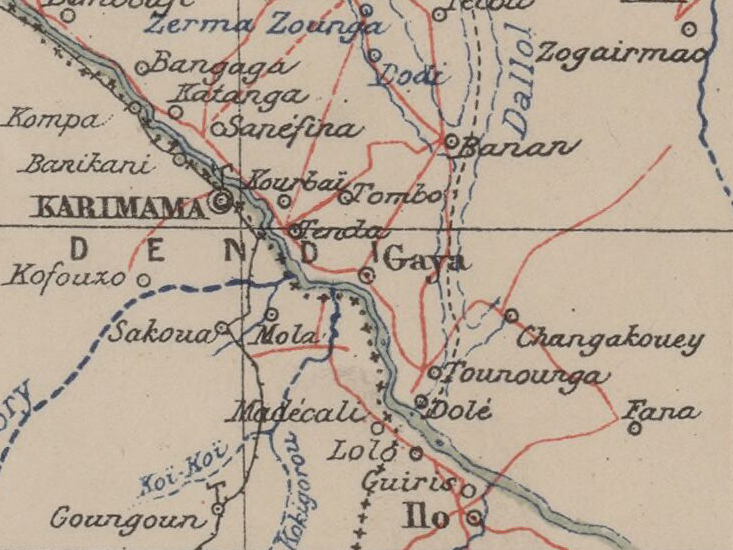
Ausschnitt einer Karte von 1903 mit Gaya im Zentrum

Im Zuge der militärischen Besetzung der späteren Nigerkolonie durch Frankreich wurde Gaya 1899 zunächst der französischen Kolonie Dahomey angeschlossen. Im Jahr 1902 gelangte die Stadt an das Dritte Militärterritorium (troisième Territoire militaire), aus dem 1904 das Militärterritorium Niger (Territoire militaire du Niger) hervorging. Der französische Militärstützpunkt in Gaya musste 1903 geschlossen und nach Kirtachi verlegt werden, da die unklare Grenzziehung zwischen dem französischen Einflussgebiet und dem britischen Nigeria für zu große Unsicherheit sorgte. In den 1920er Jahren galten die 374 Kilometer lange Piste über Niamey nach Tillabéri, die 240 Kilometer lange Piste nach Dogondoutchi und die 150 Kilometer lange Piste nach Dosso als Hauptverkehrswege in der damaligen Kolonie Niger. Die beiden letztgenannten waren in der Trockenzeit von Automobilen befahrbar. Das französische Übersee-Forschungsinstitut Office de la Recherche Scientifique et Technique Outre-Mer (ORSTOM) betrieb in Gaya zwei geomagnetische Stationen, die zu einem Netzwerk von mehreren hundert ORSTOM-Stationen in Westafrika gehörten, an denen in den 1950er Jahren geomagnetische Messungen vorgenommen wurden.
Im Jahr 2002 fanden erstmals Kommunalwahlen statt. Bürgermeister wurde der Lehrer Hassimi Dambaro (MNSD-Nassara). Zu Überschwemmungen im urbanen Zentrum kam es in den Jahren 2013, 2017, 2018 und 2019. Dabei entstanden 2018 besonders große Sachschäden mit 457 eingestürzten Häusern.

## Bevölkerung
Bei der Volkszählung 2012 hatte die Stadtgemeinde 63.815 Einwohner, die in 10.040 Haushalten lebten. Bei der Volkszählung 2001 betrug die Einwohnerzahl 40.903 in 6275 Haushalten.
Das urbane Gemeindegebiet hatte bei der Volkszählung 2012 45.465 Einwohner in 7536 Haushalten, bei der Volkszählung 2001 28.385 in 4672 Haushalten und bei der Volkszählung 1988 14.869 in 2319 Haushalten. Bei der Volkszählung 1977 waren es 8709 Einwohner.
Die starke Zuwanderung liegt an der wirtschaftlichen Bedeutung der Stadt und führt zu einem regen Handel mit Grund und Boden. In der Stadt lebt eine Vielzahl ethnischer Gruppen, die sich hier zwischen dem 16. und 19. Jahrhundert niederließen. Zu den wichtigsten zählen Tyenga, Songhai, Zarma, verschiedene Hausa-Gruppen sowie Fulbe. Die Stadtviertel Bagueizé, Koyzé Kounda, Lawaye und Sakabatama werden von Songhai kontrolliert und die Stadtviertel Koussou und Sakongui von Tyenga dominiert.

## Politik und Justiz
Der Gemeinderat (conseil municipal) hat 18 gewählte Mitglieder. Mit den Kommunalwahlen 2020 sind die Sitze im Gemeinderat wie folgt verteilt: 6 MODEN-FA Lumana Africa, 4 MNSD-Nassara, 3 ANDP-Zaman Lahiya, 2 PNDS-Tarayya, 1 MPN-Kiishin Kassa, 1 MPR-Jamhuriya und 1 RNDP-Aneima Banizoumbou.
Jeweils ein traditioneller Ortsvorsteher (chef traditionnel) steht an der Spitze von sieben Dörfern im ländlichen Gemeindegebiet.
Die Stadt ist der Sitz eines Tribunal d’Instance, eines der landesweit 30 Zivilgerichte, die unterhalb der zehn Zivilgerichte der ersten Instanz (Tribunal de Grande Instance) stehen. Die Haftanstalt Gaya hat eine Aufnahmekapazität von 400 Insassen.

## Kultur und Sehenswürdigkeiten
Zu den besonderen Festen in Gaya zählt das jährliche Fischerfest, das auch Jugendliche aus Benin und Nigeria anzieht. Außerdem gibt es jedes Jahr ein Fest, bei dem die Flussgeister angerufen werden. Die in ganz Niger beliebte Kampfsportart lutte traditionnelle heißt in Gaya denbé. Im Jahr 1997 wurde eine römisch-katholische Kapelle errichtet.
Die traditionellen Skarifizierungen der Songhai von Gaya bestehen aus drei Gruppen von jeweils drei Markierungen auf jeder Gesichtshälfte oder aus 18 Linien, von denen drei vertikal in der Mitte der Schläfe und 15 horizontal in der Mitte der Wange angebracht werden.

## Wirtschaft und Infrastruktur

### Wirtschaft

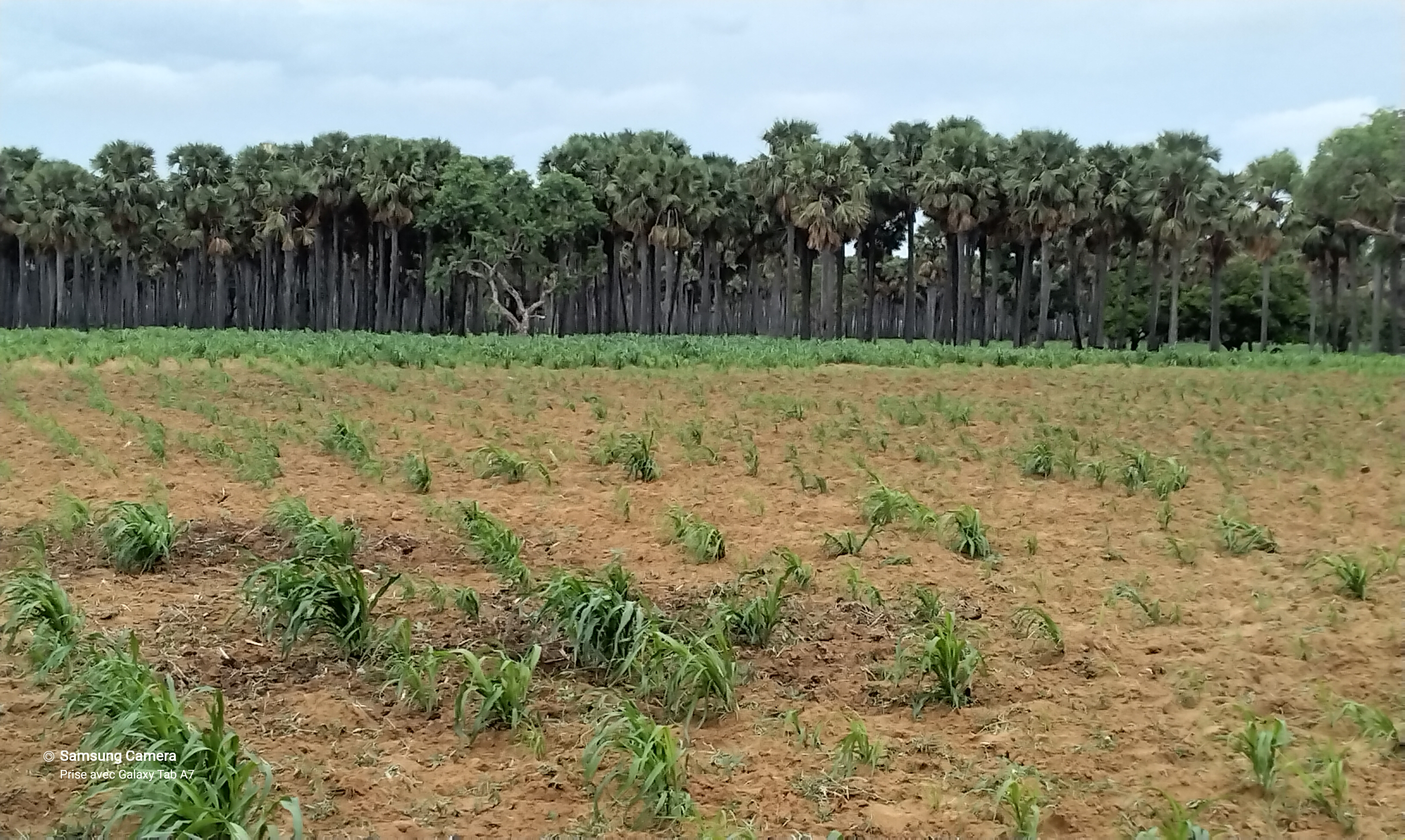
Rônierpalmen in Gaya (2023)

Gaya ist besonders für den Handel mit Benin und Nigeria von Bedeutung, wohin Vieh und pflanzliche Lebensmittel wie Augenbohnen und Erdnüsse verkauft werden und woher Süßkartoffeln und Fertigprodukte kommen. Von Gaya aus werden außerdem Getreide, Erdnüsse und Augenbohnen in andere Gebiete Nigers verkauft. Das staatliche Versorgungszentrum für landwirtschaftliche Betriebsmittel und Materialien (CAIMA) unterhält eine Verkaufsstelle in der Stadt.
Besonders in den östlichen und nordöstlichen Teilen Gayas, etwa im Stadtviertel Plateau, ist das Stadtbild von großen Lagerhäusern geprägt. Die hohen Niederschlagsmengen begünstigen landwirtschaftliche Aktivitäten. Entlang des Flusses werden Reis, Gemüse und Zuckerrohr angebaut. Die Rônierpalmen-Zonen von Chakanwa, Fôo, Kotcha und Sakondji Birni erstrecken sich über eine Gesamtfläche von 1932 Hektar.

### Gesundheit und Bildung
Das Distriktkrankenhaus von Gaya besteht seit dem Jahr 1952. Gesundheitszentren des Typs Centre de Santé Intégré (CSI) sind der CSI Gaya 1 und der CSI Gaya 2. Ein weiteres Gesundheitszentrum dieses Typs, das jedoch im Gegensatz zu den beiden erstgenannten über kein eigenes Labor und keine Entbindungsstation verfügt, ist in der ländlichen Siedlung Tara vorhanden.
In der Stadt gibt es 24 Schulen, von denen die älteste 1923 gegründet wurde. Allgemein bildende Schulen der Sekundarstufe sind der CEG 1 Gaya, der CEG 2 Gaya, der CEG FA Gaya und der LEG Gaya. Das Kürzel LEG steht dabei für Lycée d’Enseignement Général und das Kürzel CEG für Collège d’Enseignement Général. Als CEG FA werden Sekundarschulen des Typs Franco-Arabe bezeichnet, die einen Schwerpunkt auf die arabische zusätzlich zur französischen Sprache aufweisen. Beim Collège d’Enseignement Technique de Gaya (CET Gaya) handelt es sich um eine technische Fachschule. Die polytechnische Schule Centre Polytechnique Mazayaki besteht seit 2000 in Gaya und wurde 2006 um einen Standort in Dosso erweitert. Sie bietet Lehrgänge in Ackerbau, Buchhaltung und Management, Elektrik, Computerwartung, Automechanik, Gas- und Sanitärinstallationen, Sekretariatswesen und Zollwesen an.

### Verkehr

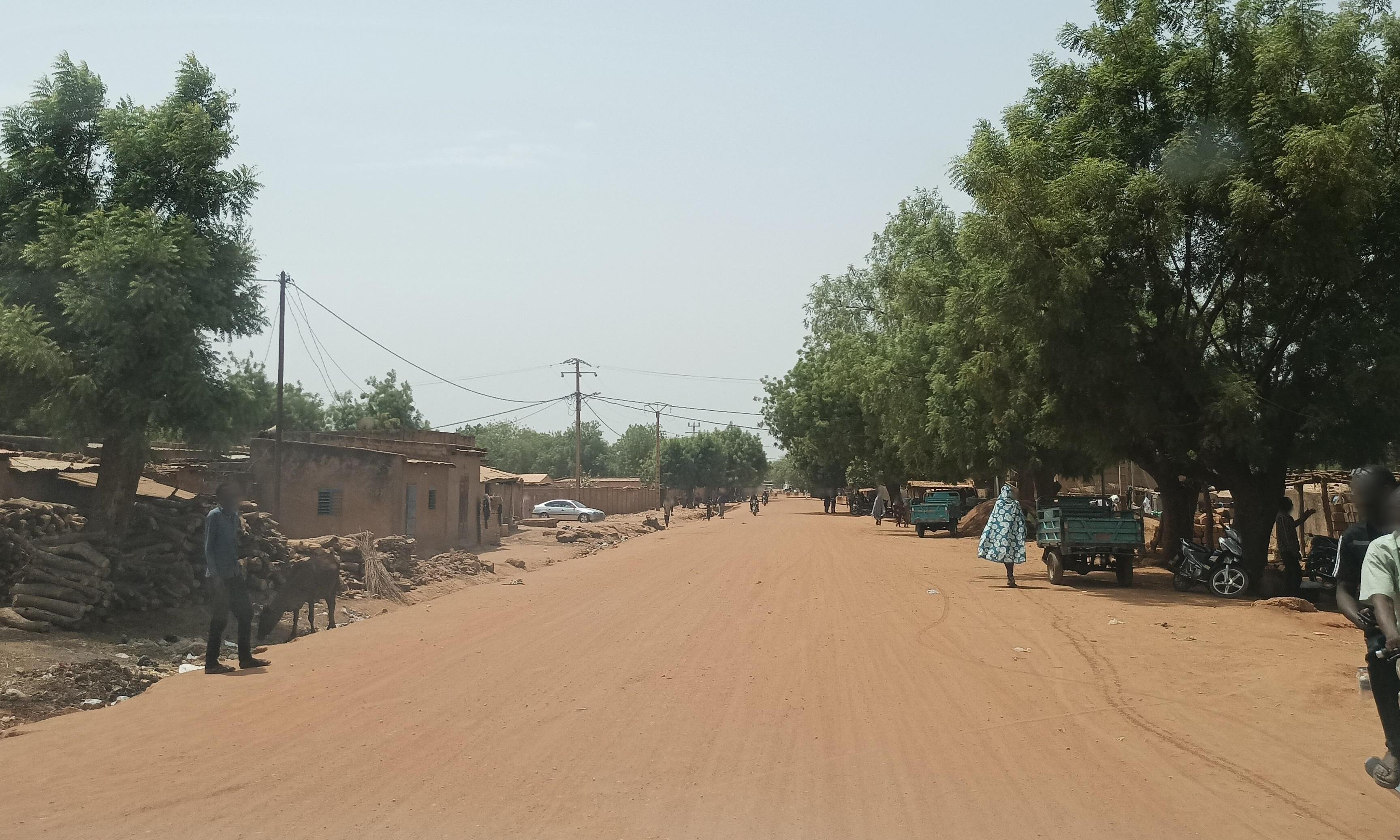
Nationalstraße 35 in Gaya (2023)

Durch die Gemeinde, unter anderem durch das urbane Zentrum, verläuft die Nationalstraße 7 zwischen der Regionalhauptstadt Dosso und der Staatsgrenze mit Benin. Abzweigungen von der Nationalstraße 7 sind im Stadtzentrum die nach Winditane führende Nationalstraße 35 und die nach Dolé führende Route 327, im ländlichen Gemeindegebiet die zur Staatsgrenze mit Nigeria führende Nationalstraße 8 sowie bei Kotcha die Landstraße RR3-006 nach Tara. In Gaya befindet sich ein ziviler Flughafen mit unbefestigter Start- und Landebahn, der Flughafen Gaya (ICAO-Code: DRRG).

## Persönlichkeiten
- Ada Boureïma (* 1945), Schriftsteller
- Moumouni Boureima (* 1952), General, Politiker und Diplomat
- Boubé Zoumé (1951–1997), Schriftsteller